# Sötétszemű levéltirannusz
A sötétszemű levéltirannusz (Tolmomyias assimilis) a madarak (Aves) osztályának verébalakúak (Passeriformes) rendjébe és a királygébicsfélék (Tyrannidae) családjába tartozó faj.

## Előfordulása
Costa Rica, Nicaragua, Panama, Bolívia, Brazília, Kolumbia, Ecuador, Francia Guyana, Guyana, Peru, Suriname és Venezuela területén honos. A természetes élőhelye szubtrópusi és trópusi síkvidéki erdők és  mocsári erdők.

## Alfajai
- Tolmomyias assimilis assimilis (Pelzeln, 1868)
- Tolmomyias assimilis calamae Zimmer, 1939
- Tolmomyias assimilis clarus Zimmer, 1939
- Tolmomyias assimilis examinatus (Chubb, 1920)
- Tolmomyias assimilis flavotectus (Hartert, 1902)
- Tolmomyias assimilis neglectus Zimmer, 1939
- Tolmomyias assimilis obscuriceps Zimmer, 1939
- Tolmomyias assimilis paraensis Zimmer, 1939[3]

## Megjelenése
Átlagos testtömege 15.625 gramm.